# Estación José Manuel Balmaceda
José Manuel Balmaceda fue una estación de ferrocarril que se hallaba en medio del Desierto de Atacama, en la Región de Antofagasta de Chile. Fue parte del Longitudinal Norte y actualmente se encuentra inactiva.

## Historia
La estación fue construida como parte del ferrocarril Longitudinal Norte, el cual comenzó a operar en 1913; originalmente en el trazado primitivo, proyectado más al este, la estación no estaba planificada sino que estaba contemplada otra parada —denominada «San Francisco»—, sin embargo las posteriores modificaciones al trazado durante su construcción establecieron la nueva estación José Manuel Balmaceda en su ubicación definitiva, entre los cerros Balmaceda y Del Soldado. Según Santiago Marín Vicuña la estación se encontraba ubicada a una altitud de 2416 m s. n. m.
La estación no aparece en publicaciones turísticas de 1949, mientras que en mapas oficiales de 1968 la estación aún aparece mencionada, lo que indica su actividad aunque de forma marginal.
Si bien la estación dejó de prestar servicios cuando finalizó el transporte de pasajeros en la antigua Red Norte de la Empresa de los Ferrocarriles del Estado en junio de 1975 y fue suprimida formalmente el 15 de enero de 1979, las vías del Longitudinal Norte continuaron siendo operadas para el transporte de carga hasta que fueron traspasadas a Ferronor y privatizadas, mientras que la estación fue abandonada y solamente quedan algunos restos.